# Banchus flavescens
Banchus flavescens är en stekelart som beskrevs av Cresson 1868. Banchus flavescens ingår i släktet Banchus och familjen brokparasitsteklar. Inga underarter finns listade.